# Publius Licinius Crassus (zoon van Triumvir)

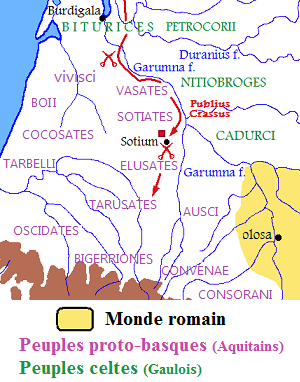
Crassus' expeditie tegen de Aquitaniërs tijdens de Gallische Oorlog.

Publius Licinius Crassus (86à82 - 53 v.Chr.) was een van de twee zonen van Marcus Licinius Crassus, de zogeheten Triumvir. Hij was iemand van de laatste generatie van Nobiles die hun politieke carrière startten voor de ondergang van de Republiek. Hij stond in hoog aanzien bij Julius Caesar en Marcus Tullius Cicero, die hem prees voor zijn sprekerskwaliteiten en zijn goede karakter.
Publius Crassus diende als generaal onder Julius Caesar tijdens de Gallische Oorlog van 58 v.Chr. tot 56 v.Chr. Hier toonde hij zichzelf als een waardig Romeinse generaal met overwinningen tegen de Galliërs. Toen hij terugkeerde naar Rome, trouwde hij met Cornelia Metella en startte hij zijn politieke carrière.
Aan Publius' beloftevolle carrière kwam echter abrupt een einde toen hij samen met zijn vader stierf in de Slag bij Carrhae. Publius' vrouw trouwde later met de veel oudere Pompeius Magnus.